# Ростокинский путепровод
Росто́кинский путепрово́д — автомобильный, трамвайный и пешеходный путепровод в Москве через железнодорожные пути Ярославского направления МЖД Московской железной дороги между платформами «Маленковская» и «Яуза» в районе Ростокино СВАО. 8,1 км от центра города. Соединяет Ростокинский проезд и улицу Бориса Галушкина.

## Техническая характеристика путепровода
- Высота пилона — 20 метров.
- Пролёт имеет монолитное железобетонное строение.